# FreeRice
FreeRice è un sito di beneficenza dove gli utenti si esercitano in un gioco di parole per raccogliere soldi con l'obiettivo di combattere la fame nel mondo.

## Il sito
FreeRice è partito il 7 ottobre 2007. È stato creato da John Breen, un programmatore originario di Bloomington, Indiana, che creò anche thehungersite.com e Poverty.com. Breen inventò il sito e inserì 10.000 definizioni, dopo aver osservato lo studio di suo figlio per il SAT.

## Struttura del gioco
Ai visitatori del sito è presentata una parola, con quattro definizioni. Se l'utente seleziona la definizione corretta, FreeRice.com dona 10 chicchi di riso attraverso il WFP. È poi presentata un'altra parola. Speciali simboli rappresentanti 100 e 1000 chicchi di riso sono visualizzati in un contatore grafico se l'utente raggiunge tali risultati.
Le varie tappe sono rese particolari da messaggi di incoraggiamento come: "Hai donato 10000 chicchi di riso. Wow! Ora QUESTO è impressionante!" dopo che è stato donato il decimillesimo chicco di riso, e dopo 20.000 chicchi, "Hai donato 20000 chicchi di riso. Wow! Siamo senza parole!". Dopo ogni decina di migliaia di chicchi donati successivamente, apparirà il messaggio "Wow! Siamo ANCORA senza parole!".
La difficoltà di ogni parola visualizzata si misura da 1 a 60. Il gioco inizia con tre definizioni introduttive per impostare un livello di lessico iniziale. Dalla quarta domanda in poi, tre risposte corrette consecutive alzano il livello di uno. Ogni risposta scorretta abbassa il livello di uno. Gli utenti possono giocare quanto vogliono. Il gioco determina i livelli di difficoltà dinamicamente analizzando i risultati dal gioco di tutti gli utenti.

## Sostenimento
In cambio delle pubblicità sul sito, vari sponsor pagano il costo del riso e le altre spese per far girare FreeRice. Le donazioni sono distribuite dal Programma Alimentare Mondiale (WFP, dall'inglese World Food Programme) dell'ONU. Il creatore del sito ha dato oltre $100.000 al WFP. Il WFP ora incoraggia la gente a visitare FreeRice.com. Il 20 novembre 2007 il WFP ha lanciato una campagna per nutrire un bambino per il Giorno del Ringraziamento.

## Risultati
Il 10 novembre 2007, FreeRice raggiunse 122.377.240 chicchi di riso in un solo giorno. Successivamente, il 15 novembre 2007, raggiunse 201.226.610 chicchi in un solo giorno. Il 23 novembre 2007 c'erano 3.531.907.160 chicchi promessi in totale. Il 28 novembre 2007 FreeRice cambiò il numero di chicchi donati per ogni risposta corretta da 10 a 20. Il 7 dicembre 2007, FreeRice superò i sette miliardi di chicchi donati.
Ci vogliono circa 20.000 chicchi di riso per fornire l'apporto calorico sufficiente a sostenere una persona adulta per un giorno. Un mese dopo l'inizio del programma pubblicitario basato sul passaparola, gli utenti guadagnarono abbastanza punti per ottenere un miliardo di chicchi di riso. Il World Food Programme delle Nazioni Unite disse che questa quantità di cibo poteva sfamare 50.000 persone per un giorno. Il totale di chicchi di riso, al 9 dicembre 2007, potrebbe matematicamente sfamare oltre 376.000 persone adulte per un giorno. Quotidianamente, è donato attraverso FreeRice abbastanza riso per nutrire 15.000 persone al giorno.